# ألفرد إتش. بيل
ألفرد إتش. بيل (بالإنجليزية: Alfred H. Bill)‏ (1879 - 1964)؛ روائي أمريكي.